# Merry Christmas (álbum de Johnny Mathis)
Merry Christmas é um álbum de Johnny Mathis, lançado em 1958.